# Sinik
Sinik, pseudonimo di Thomas Gérard Idir (Parigi, 26 giugno 1980), è un rapper francese.

## Biografia
È nato il 26 giugno 1980 nel 14º arrondissement di Parigi da madre francese e padre algerino. A quattro anni, si trasferisce a Les Ulis, banlieue parigina dove trascorre l'infanzia.
Nel 1996 forma il gruppo L'Amalgame, che si evolve e diventa Ul'Team Atom. Nel 2000, dopo numerosi mixtape, esce Malsain, il suo primo singolo, su etichetta 3.5.7. Nel 2001, incontra Karim e Nabil, con i quali fonda l'etichetta Six O Nine. Rincontra anche Diam's, donna molto influente nella sua carriera musicale dato che i due sono stati in tour insieme per molto tempo. I due si considerano come "fratello e sorella" e la traccia Le Meme Sang (in italiano, Lo Stesso Sangue) simboleggia questa loro amicizia.
Nel 2002, Sinik realizza con Stomy Bugsy e Nicolas Errèra la colonna sonora del film 3 zéros. Preceduto qualche mese dallo street album En Attendant L'album, il 25 gennaio 2005 esce La Main Sur Le Coeur, il suo primo album distribuito dalla Warner che diventerà disco d'oro in Francia (più di 200 000 copie vendute).
Il 3 aprile 2006, esce il secondo album, Sang Froid, che include partecipazioni di musicisti del calibro di Kool Shen, Tunisiano (degli Sniper), Kayna Samet e Vitaa. Presto l'album diventa doppio disco d'oro in Francia (più di 500 000 copie vendute).
Sinik partecipa spesso a collaborazioni su album e mixtape. È considerato un artista hardcore per i suoi testi che parlano della vita di strada (Zone interdite, Sarkozic), la miseria, la droga (Mon pire ennemi). Il carcere è un altro tema presente nei testi di Sinik, il quale è stato posto in stato di fermo per un anno. Alcune canzoni, come D.3.3.2, sono state scritte in quelle occasioni.
Sinik è anche conosciuto per le partecipazioni ai dissing (attacchi verbali contro artisti e/o gruppi tramite canzoni). Ai tempi di La Main Sur Le Coeur ha avuto una faida contro Kizito e, più recentemente, contro Booba. Quest'ultimo, nella sua canzone D.U.C., recita il seguente verso:
"...Toujours OP, moi et le mic c'est chimique
Les négros sont déclassés par Pokora, Diam's et Sinik..."
"...Sempre OP, io e il mic siamo chimica
I neri sono declassati per Pokora, Diam's e Sinik..."
Sinik ha risposto immediatamente con la traccia L'Homme à abbatre. Booba ha replicato con Carton Rose, al quale Sinik ha inizialmente opposto un Carton Rouge. Il 6 aprile 2007 il rapper aveva annunciato il secondo street album, Le Coté Malsain, ma il disco è stato più volte rimandato ed infine annullato a favore dell'uscita del terzo album.
Il 15 ottobre 2007 esce, con la partecipazione di Kanya Samet, "De Tout La Haut", primo singolo estratto da Le Toit Du Monde, nuovo album annunciato per il 10 dicembre 2007. Il secondo estratto sarà "L'Essonne Gelles" mentre il terzo singolo sarà "Dans Mon Club". Da sottolineare anche la partecipazione al disco di James Blunt, che duetta in inglese con Sinik nella traccia Je réalise. Altre partecipazioni annunciate per l'album riguardano Cifack e Diam's.

## Discografia

### Album in studio
- 2005 - La main sur le cœur
- 2006 - Sang froid
- 2007 - Le toit du monde
- 2009 - Ballon d'or
- 2012 - La plume et le poignard
- 2015 - Immortel II
- 2017 - Drône
- 2019 - Invincible
- 2020 - 8ème Art
- 2022 - Niksi

### Raccolte
- 2011 - Immortel (Best of de Sinik)

### Mixtape
- 1999 - Ul'Team At Home 1er Volet
- 2004 - En attendant l'album
- 2011 - Le côté malsain

### EP
- 2000 - Malsain
- 2002 - Artiste triste

## Collaborazioni
- 1999

Sinik Feat 2Bal, Diam's & Koma - A toi de choisir sur le sampler du Groove de Mars
- 2000

Kennedy Feat Sinik & Diam's - La belle époque sur le maxi de Kennedy, Tout c'que j'voulais
- 2001

Sinik Feat Lino & Fdy Phenomen - J'emmerde les modes sur la compile Mission suicide
- 2002

Sinik - Le monde meurt sur la mixtape Liberté d'expression 3
- 2003

Sniper Feat Haroun, Manokid Mesa & G'Kill, L'Skadrille, Sinik & Diam's, Salif & Zoxea, Tandem & 113 - Panam All Stars sur l'album de Sniper, Gravé dans la roche
Sinik - Rap pitbull sur la compile Talents Fachés
- 2004

Zoxea Feat Sinik, Dany Dan, Lino, Jacky & Nysay - King de Boulogne Remix
Sinik Feat Kennedy - La France en état de choc sur la compile On revient choquer la France
Sinik - Freestyle sur la compile Liberté d'expression
Sinik Feat Dynam - Lyrics Rue sur la compile Street Lourd Hall Stars
Ul Team Atom Feat Sinik - Mercenaires sur l'album d'Ul Team Atom, Les anges pleurent
Sinik - Réaliste sur la compile Le triangle des Bermudes
- 2005

N'Dal Feat Sinik & Papifredo - Graine 2 Taulard Remix sur le Street CD de N'Dal, Graine de taulard
Sinik Feat K'Special - Avant de nous test sur la compile Ma conscience
Baabwaan Feat Sinik - On ira jusqu'au bout sur l'album de Babwaan, Batème du feutre
Sinik - HLM Performance sur la compile Rap Performance
Jeff Le Nerf Feat Sinik - Urgence sur le Street CD de Jeff, Le nerf à vif
Kayna Samet Feat Sinik - Mon tour sur l'album de Kayna, Entre deux je
Sinik - La corde au cou sur la compile Neochrome Vol.3
Sinik - A deux pas du périph' sur la compile Neochrome All Stars
Sinik - Règlement de compte sur la compile Neochrome All Stars
Kennedy Feat Sinik - La France en état de choc sur le Street CD de Kennedy, Flashback
Daddy Lord Clark Feat Sinik - Laisse seulement sur le maxi de Daddy Lord C, Laisse seulement
Sakage Kronik Feat Sinik & R2eno - Révolte sur le EP de Sakage Kronik, Chroniques d'un saccage
Savant Des Rimes Feat Sinik & Nasme - Ma rue sur le Street CD de Savant Des Rimes, J'attends mon heure
Sinik - Men In Block Part II sur la compile Prison
Ghetto Fabulous Gang Feat Sinik & Iron Sy - Gaz Lacrymogène sur l'album du Ghetto Fabulous Gang, Gangsters avec de grands Boubous
Kool Shen Feat Sinik & Kery James - That's my people au Zénith
- 2006

Sinik Feat Reeno - Men in block Part II sur la compile Panam All Stars
Heckel & Geckel Feat Sinik - Encore des choses à dire sur l'album d'Heckel & Geckel, Street Show
Sinik - Phonographe sur la compile Phonographe
L'Skadrille Feat Tandem & Sinik - Le son de l'indépendance sur l'album de L'Skadrille, Nos vies
Sinik - 40 lignes 40 balles sur la compile Illégal Radio
Sinik Feat Guerilla Black - J'arrive sur la mixtape Hip Hop Fight Vol.1
Sinik Feat Seth Gueko - Neochrome sur la compile Independenza Label
Nysay Feat Sinik - On baise la concurrence sur le Street CD de Nysay, Dos au mur
Grodash Feat Sinik & Scar Logan - Viens tester les kings sur l'album de Grodäsh, Illegal Muzik
Mech Feat Sinik - C'est l'Essonne sur le EP de Mech, Le début de la fin
Sinik - De nos jours sur la mixtape Mixtape Evolution
Holocost Feat Sinik - Forest Fosse Hall sur l'album d'Holocost, L'argent de la Brinks
Sinik Feat Médine & Alonzo - La rue en direct
Sinik - Attiré par la Brinks sur la compile Poésie Urbaine Vol.2
- 2007

Sinik - L'Homme à abattre, clash Booba
Sinik - Ennemi d'Etat sur la B.O. du film Taxi 4
L'Algérino Feat Sinik - P.M sur l'album de l'Algerino, Mentalité pirate
Sinik - Dans la cage sur la B.O. du film Scorpion
Idir Feat Sinik - Tizi sur l'album d'Idir, La France Des Couleurs
Bakar Feat Sinik & Medine - Les gens comme eux Remix sur l'album de Bakar, Rose du béton
Alibi Montana Feat Sinik - L'heure de vérité sur l'album d'Alibi, Inspiration guerrière
Sinik Feat Seth Gueko - Gangsta World sur la compile ADN Criminel
Sinik Feat Res-K - J'ai fait un rève sur la compile Total 73
Sinik Feat Reeno, Scar Logan & Schlass - Attiré par la brink's sur la compile Rimes & chatiments
Sinik - Argent de la brinks sur la compile Premier Combat Vol.1
Sinik Feat James Blunt - Je réalise
- 2008

Sinik - Je me sens mal sur la compile La Fnac en mode Rap françaisiments